# Hipposideros griffini
Hipposideros griffini är en fladdermus i familjen rundbladnäsor som förekommer i Sydostasien. Artepitet i det vetenskapliga namnet hedrar den amerikanska zoologen Donald Griffin som forskade om fladdermössens ekolokalisering.
Artens närmaste släktingar är Hipposideros armiger och Hipposideros pendleburyi.

## Utseende
Arten är med 83 till 90 mm långa underarmar en stor medlem i släktet Hipposideros. Den har ett robust kranium och huvudet kännetecknas av komplex anordnade hudflikar och knölar på näsan (bladet). Bladet är 7 till 8,5 mm brett. Några knölar i bladet blir hos hanar större under parningstiden. Hipposideros griffini har i överkäken en mycket liten första premolar och den ligger lite bredvid tandraden.  Individerna har en brun, gråbrun eller grå päls och ovansidan är mörkare än undersidan. Arten har 23 till 27 mm breda samt 27 till 30 mm höga öron som är spetsiga på toppen.

## Utbredning
Denna fladdermus hittades i tre från varandra skilda områden som är fördelade över Vietnam. Fyndplatserna var kulliga områden mellan 145 och 665 meter över havet. Arten lever i områden med kalkstenskarst som är täckta av skogar.

## Ekologi
Hipposideros griffini jagar med hjälp av ekolokalisering. Lätets frekvens varierar mellan 75,5 och 79,2 kHz så att en melodi uppstår.
I södra Vietnam vilade en grupp av cirka 30 exemplar i en grotta. Antagligen jagas vid långsträckta skogsgläntor. Andra exemplar fångades i den täta växtligheten. En unge och ett nästan full utvecklat ungdjur registrerades i juni respektive augusti.

## Bevarandestatus
Troligtvis påverkas beståndet negativt av skogsbruk samt av besökare i grottorna. Två områden där arten hittades är nationalparker. IUCN uppskattar att hela populationen minskade med 20 till 30 procent under de gångna 15 åren (tre generationer räknad från 2018) och listar Hipposideros griffini som nära hotad (NT).